# Tartaczny Potok
Tartaczny Potok – potok górski w Sudetach Środkowych, w Górach Bystrzyckich, w woj. dolnośląskim. Lewy dopływ Dzikiej Orlicy o długości około 4,8 km, ciek III rzędu należący do zlewiska Morza Północnego.

## Fizjografia
Źródło potoku położone jest na wysokości około 815 m n.p.m., na północno-zachodnim zboczu masywu Jagodnej w Górach Bystrzyckich, ok. 3,7 km na północ od miejscowości Rudawa. Potok w górnym biegu spływa płytką, szeroką, zalesioną doliną w kierunku południowo-zachodnim po kilkuset metrach wpływa do dobrze wykształconej wąskiej V-kształtnej doliny, podcinając stok Tylkowych Źródlisk. Na wysokości ok. 700 m n.p.m. potok opuszcza zalesiony teren i wpływa na otwarty teren meandrując przez nieużytki rolne i górskie łąki w kierunku ujścia, gdzie w północnej części w miejscowości Rudawie na poziomie 620 m n.p.m. uchodzi do Dzikiej Orlicy. W większości swojego biegu potok płynie wśród terenów zalesionych. Koryto potoku w dolnym biegu kamieniste z małymi progami skalnymi. Potok od źródła do ujścia płynie w kierunku południowo-zachodnim. Jest to potok górski zbierający wody z południowo-zachodniej części Gór Bystrzyckich. Potok nieuregulowany, o wartkim prądzie wody, charakteryzuje się wyrównanymi spadkami podłużnymi i zmiennymi wodostanami.

## Budowa geologiczna
Podłoże koryta potoku stanowią granitognejsy skały odporne na wietrzenie należące do metamorfiku Gór Bystrzyckich i Orlickich oraz górnokredowe piaskowce, przykryte osadami plejstoceńskimi – gliny i piaski.

## Inne
- Dolina potoku była w przeszłości zasiedlona. Obecnie w lasach można znaleźć resztki zabudowań[4].
- Nad Tartacznym Potokiem występują mokre psiary bogate florystycznie, rośnie tu m.in. (sit sztywny (Juncus squarrosus), gnidosz rozesłany (Pedicularis sylvatica), turzyca pchla (Carex pulicaris), ziołorośla górskie (Adenostylion alliariae) i ziołorośla nadrzeczne (Convolvuletalia sepium)[5], tojad dzióbaty (Aconitum variegatum, turzyca darniowa (Carex cespitosa L)[6].

## Ważniejsze dopływy
- Dopływy potoku stanowią małe potoki i strumienie bez nazwy[3].

## Miejscowości nad potokiem
- Rudawa[3]